# Lampropeltis splendida
Espèce
Synonymes
- Ophibolus splendidus Baird & Girard, 1853
- Lampropeltis getula splendida Taylor, 1952

Lampropeltis splendida est une espèce de serpent de la famille des Colubridae.

## Répartition
Cette espèce se rencontre :
- aux États-Unis, du centre du Texas jusqu'au Sud-Est de l'Arizona ;
- dans le centre Nord du Mexique.

Des observations isolées ont été faites dans le nord du Nouveau-Mexique et dans le sud du Colorado.

## Description
Lampropeltis splendida mesure entre 90 et 114 cm voire exceptionnellement jusqu'à 152 cm. Son dos est brun noirâtre avec des marques jaunes qui peuvent donner au niveau de la tête l’apparence d'un collier.

## Étymologie
Son nom d'espèce, du latin splendĭda, « splendide », fait référence à la coloration de son dos.

## Publication originale
- Baird & Girard, 1853 : Catalogue of North American Reptiles in the Museum of the Smithsonian Institution. Part 1.-Serpents. Smithsonian Institution, Washington, p. 1-172 (texte intégral).